# Horsmonden
Horsmonden es una parroquia civil y un pueblo del distrito de Tunbridge Wells, en el condado de Kent (Inglaterra).

## Geografía
Según la Oficina Nacional de Estadística británica, Horsmonden tiene una superficie de 20,08 km².

## Demografía
Según el censo de 2001, Horsmonden tenía 2169 habitantes (50,25% varones, 49,75% mujeres) y una densidad de población de 108,02 hab/km². El 23,14% eran menores de 16 años, el 70,95% tenían entre 16 y 74 y el 5,9% eran mayores de 74. La media de edad era de 38,57 años. Del total de habitantes con 16 o más años, el 22,32% estaban solteros, el 63,41% casados y el 14,28% divorciados o viudos.
El 93,78% de los habitantes eran originarios del Reino Unido. El resto de países europeos englobaban al 1,8% de la población, mientras que el 4,43% había nacido en cualquier otro lugar. Según su grupo étnico, el 98,66% eran blancos, el 0,64% mestizos, el 0,14% asiáticos, el 0,32% chinos y el 0,23% de cualquier otro salvo negros. El cristianismo era profesado por el 79,25%, el budismo por el 0,37%, el judaísmo por el 0,14% y cualquier otra religión, salvo el hinduismo, el islam y el sijismo por el 0% por el 0,23%. El 13,74% no eran religiosos y el 6,27% no marcaron ninguna opción en el censo.
1039 habitantes eran económicamente activos, 1009 de ellos (97,11%) empleados y 30 (2,89%) desempleados. Había 839 hogares con residentes y 26 vacíos.